# 日本三大花火大会
日本三大花火大会（にほん（にっぽん）さんだいはなびたいかい）は、日本で開催される主要な3つの花火大会をまとめたもの。

## 日本三大花火大会
いずれの「三大」も、根拠となる文献的初出、あるいは、命名者については不明である。

### 江戸時代
江戸時代には、以下の3つの花火大会をまとめて「日本三大花火」と称されていたとされる。
| 呼称       | 藩         | 令制国 | 伝統を受け継ぐ現在の大会     | 伝統を受け継ぐ現在の大会     | 伝統を受け継ぐ現在の大会               |
| 呼称       | 藩         | 令制国 | 名称                         | 都市                         | 位置                                   |
| ---------- | ---------- | ------ | ---------------------------- | ---------------------------- | -------------------------------------- |
| 水戸の花火 | 水戸藩     | 常陸国 | 伝統を受け継ぐ花火大会は不明 | 伝統を受け継ぐ花火大会は不明 | 伝統を受け継ぐ花火大会は不明           |
| 市川の花火 | 甲府藩     | 甲斐国 | 神明の花火大会               | 山梨県西八代郡市川三郷町     | 北緯35度33分38.8秒 東経138度28分55.7秒 |
| 吉田の花火 | 三河吉田藩 | 三河国 | 豊橋祇園祭                   | 愛知県豊橋市                 | 北緯34度46分20.9秒 東経137度23分22.7秒 |

### 現在
以下の3つの花火大会をまとめて「日本三大花火大会」と称されている。
| 名称                            | 開催都市     | 打上場所                                 | 開催時期    | 初回開催           | 打上数       | 観客数      |
| ------------------------------- | ------------ | ---------------------------------------- | ----------- | ------------------ | ------------ | ----------- |
| 全国花火競技大会 （大曲の花火） | 秋田県大仙市 | 北緯39度27分25.93秒 東経140度27分47.09秒 | 8月最終土曜 | 1910年（明治43年） | 18,000発/1夜 | 80万人/1夜  |
| 土浦全国花火競技大会            | 茨城県土浦市 | 北緯36度5分6秒 東経140度10分47.4秒       | 11月第1土曜 | 1925年（大正14年） | 20,000発/1夜 | 80万人/1夜  |
| 長岡まつり大花火大会            | 新潟県長岡市 | 北緯37度26分53.3秒 東経138度49分48.6秒   | 8月2日・3日 | 1879年（明治12年） | 20,000発/2夜 | 104万人/2夜 |

|                                               |                                                         |                                                     |
| 「全国花火競技大会」の 大会提供花火（2014年） | 「土浦全国花火競技大会」の ワイドスターマイン（2009年） | 「長岡まつり」の 復興祈願花火フェニックス（2015年） |

大曲と土浦が含まれる「日本三大競技花火大会」では、決められたルールである尺玉（10号玉）などで競い合う。一方、長岡を含む新潟県等では花火の巨大化を競い合う「ギネス世界記録」競争が繰り広げられた。これについては「正四尺玉」「越後三大花火」等を参照。

## 日本三大競技花火大会
公益社団法人日本煙火協会（2017年（平成29年）12月31日時点の正会員：325、うち打揚製造：125）が後援する以下の表の3つの競技花火大会をまとめて「日本三大競技花火大会」と称されている。伊勢神宮奉納全国花火大会の競技性が高まった2008年（平成20年）よりこの名称の存在が確認されているが、それ以前からあったかは不明。
以下の表では、各部門の優勝者に与えられる賞も掲載する。特に、国務大臣の賞は太字で示すが、大臣からの賞の授与数は、全国花火競技大会（大曲の花火）が3、土浦全国花火競技大会が2、伊勢神宮奉納全国花火大会が1である。なお、大曲では各部門の優勝者に大曲商工会議所会頭賞および大会会長賞も授与される。大曲と土浦では、2位以下にも賞が与えられている。
長年に渡って「通商産業大臣賞（現：経済産業大臣賞）」が各競技花火大会での最高賞であった。この時期には少なくとも5つの大会に同賞は授与されていた。その中で2000年（平成12年）より、大曲および土浦の両大会にのみ「内閣総理大臣賞」の授与が始まり、他の競技花火大会から抜きん出た地位を得た。すると、両大会を以って「日本二大競技花火大会」と称する例も見られるようになった。
| 名称                        | 名称                        | 名称         | 全国花火競技大会 （大曲の花火）                                                               | 土浦全国花火競技大会                                                                 | 伊勢神宮奉納全国花火大会                                                                 |
| --------------------------- | --------------------------- | ------------ | --------------------------------------------------------------------------------------------- | ------------------------------------------------------------------------------------ | ---------------------------------------------------------------------------------------- |
| 開催地                      | 開催地                      | 開催地       | 秋田県大仙市（北緯39度27分25.93秒 東経140度27分47.09秒 / 北緯39.4572028度 東経140.4630806度） | 茨城県土浦市（北緯36度5分6秒 東経140度10分47.4秒 / 北緯36.08500度 東経140.179833度） | 三重県伊勢市（北緯34度29分29.8秒 東経136度41分4.8秒 / 北緯34.491611度 東経136.684667度） |
| 写真                        | 写真                        | 写真         | 大曲の花火の四重芯変化菊                                                                      | 土浦全国花火競技大会のスターマイン                                                   |                                                                                          |
| 初回開催                    | 初回開催                    | 初回開催     | 1910年（明治43年）                                                                            | 1925年（大正14年）                                                                   | 1953年（昭和28年）                                                                       |
| 開催時期                    | 開催時期                    | 開催時期     | 8月最終土曜                                                                                   | 11月第1土曜                                                                          | 海の日を含む連休の土曜                                                                   |
| 出場業者数                  | 出場業者数                  | 出場業者数   | 約28社                                                                                        | 約70社                                                                               | 約50社                                                                                   |
| 特別な賞の数 （優勝者のみ） | 特別な賞の数 （優勝者のみ） | 国務大臣     | 3                                                                                             | 2                                                                                    | 1                                                                                        |
| 特別な賞の数 （優勝者のみ） | 特別な賞の数 （優勝者のみ） | 長官         | 2                                                                                             | 1                                                                                    | 1                                                                                        |
| 特別な賞の数 （優勝者のみ） | 特別な賞の数 （優勝者のみ） | 合計         | 5                                                                                             | 3                                                                                    | 2                                                                                        |
| 総合優勝                    | 総合優勝                    | 総合優勝     | 内閣総理大臣賞                                                                                | 内閣総理大臣賞                                                                       | －                                                                                       |
| 競 技 部 門                 | 創造花火                    | 創造花火     | 経済産業大臣賞 秋田魁新報社賞                                                                 | 茨城県知事賞                                                                         | －                                                                                       |
| 競 技 部 門                 | スターマイン                | スターマイン | －                                                                                            | 経済産業大臣賞                                                                       | 国土交通大臣賞                                                                           |
| 競 技 部 門                 | 10号玉                      | （自由玉）   | 文部科学大臣賞 河北新報社賞                                                                   | 中小企業庁長官賞                                                                     | 観光庁長官賞                                                                             |
| 競 技 部 門                 | 10号玉                      | （芯入割物） | 中小企業庁長官賞 朝日新聞社賞                                                                 | 中小企業庁長官賞                                                                     | 観光庁長官賞                                                                             |
| 競 技 部 門                 | 昼花火                      | 昼花火       | 秋田県知事賞 読売新聞社賞                                                                     | －                                                                                   | －                                                                                       |
| 特別賞                      | 特別賞                      | 特別賞       | 観光庁長官賞 日本煙火協会会長賞                                                               | －                                                                                   | －                                                                                       |

### 沿革
大曲の花火大会は東北地方の花火師を対象として1910年（明治43年）に始まるが、当時としては優勝賞金が極めて高かったため全国の花火師が参加するようになり、第一次世界大戦の大戦景気に沸いていた1915年（大正4年）に「全国花火競技大会」と改称した。一方、土浦の花火大会は大正関東地震（関東大震災）による震災恐慌中の1925年（大正14年）に始まり、戦後占領期の1946年（昭和21年）に大曲と同様の「全国花火競技大会」に改称して全国の花火師が競う大会となった。
1959年（昭和34年）、土浦で「速射連発」（現在でいうスターマイン）を独立した競技部門としたことで競技花火大会としての特色が生まれた。1961年（昭和36年）3月、日本煙火工業会が社団法人日本煙火協会を創設することを決議すると、同年に土浦が日本で初めて通商産業大臣賞および中小企業庁長官賞が授与される花火大会となった（中小企業庁は通商産業省（現：経済産業省）の外局）。
大曲でも2年後の1963年（昭和38年）に通商産業大臣賞（現：経済産業大臣賞）が授与され始め、翌1964年（昭和39年）に「創造花火」という独自の競技部門が生まれた。また、1966年（昭和41年）から中小企業庁長官賞の授与が始まり、1978年（昭和53年）には「昼花火」という独自の競技部門が生まれた。
バブル景気が始まると大曲では競技後に行われる「大会提供花火」が人気となり、観客数が急増した。1992年（平成4年）、土浦が「土浦全国花火競技大会」と改称し、半世紀近く続いた大曲と土浦の両大会が同名である状態は解消された。1996年（平成8年）、大曲で科学技術庁長官賞が授与され始めた。
2000年（平成12年）から、大曲および土浦の両大会で内閣総理大臣賞が授与され始めた。同賞を授与出来るのは、全国の競技花火大会の中で大曲と土浦のみであるため、両者をまとめて「日本二大競技花火大会」と言う場合もある。なお、中央省庁再編に伴い、2001年（平成13年）から通商産業大臣賞は経済産業大臣賞に、科学技術庁長官賞は文部科学大臣奨励賞（2015年（平成27年）より文部科学大臣賞）に改称された。
2005年（平成17年）から伊勢神宮で第62回式年遷宮が始まると伊勢市は、伊勢神宮奉納全国花火大会が1889年（明治22年）の第56回式年遷宮に由来し、中断を経て1953年（昭和28年）の第59回式年遷宮から現在に至るとの見地に立って、競技花火大会としての質向上を目指し始め、審査体制を2007年（平成19年）に全面的に見直した。大曲と土浦に伊勢を加えた3者をまとめて「日本三大競技花火大会」という名称は古くからあると同市では主張しているが、観光PRで使用し始めたのは同市で「全国花火サミット」が開催された2008年（平成20年）からである。このような中、伊勢でも経済産業大臣賞（競技花火界では内閣総理大臣賞に次ぐ格式の賞と認識）の授与を始めたいと経済産業省に掛け合ったところ、大曲の創造花火、土浦のスターマイン、諏訪の若手花火師限定といった特色が伊勢には無いからとの理由で断れてしまう。しかし国土交通省に掛け合い、2011年（平成23年）から国土交通大臣賞および観光庁長官賞を授与し始めることに成功した（観光庁は国土交通省の外局）。

### 表彰
以下に、競技花火大会において授与されている国務大臣の賞を列挙する。なお、「日本三大競技花火大会」以外の大会も含む。

#### 内閣総理大臣賞
- 全国花火競技大会（秋田県大仙市）

2000年（平成12年）より総合優勝者に授与。大曲では、「創造花火」と「10号玉」（以上は「夜花火」）、「昼花火」の計3部門総てに出場しなくてはならない。また、夜花火である前二者の創造花火（1位に経済産業大臣賞を授与）、および10号玉（1位に文部科学大臣賞を授与）の両部門での総合評価によって内閣総理大臣賞が授与される。すなわち、総合力を持った（ジェネラリストの）花火師にとって有利な大会であるとも言える。なお、出場するにはそもそも「約28社」の枠内に入らなくてはならないため、高校野球の甲子園大会に例えると、選抜高等学校野球大会（春の甲子園）に似た様相もある。
- 土浦全国花火競技大会（茨城県土浦市）

2000年（平成12年）より総合優勝者に授与。土浦には、「創造花火」と「10号玉」、そ「スターマイン」（1位に経済産業大臣賞を授与）の3部門があり、いずれか1つのエントリーも出来るため、1部門のみに集中して準備・出場ができる。土浦の内閣総理大臣賞は、3部門の各優勝者の中から1業者を選出して授与するため、ある部門に秀でた（スペシャリストの）花火師にとって有利な大会であるとも言える。ただし、主催者が『「スターマイン日本一」を決める大会』と公式サイトで述べているように、「スターマイン」部門の1位に内閣総理大臣賞も授与される例が多い。なお、約70社が出場出来るため、高校野球の甲子園大会に例えると、全国高等学校野球選手権大会（夏の甲子園）に似た様相もある。

#### 経済産業大臣賞（旧：通商産業大臣賞）
かつてこの賞は競技花火大会での実質的な最高賞であった。しかし、2000年（平成12年）に大曲と土浦で最高賞が内閣総理大臣賞となり、また、2011年（平成23年）に伊勢の最高賞が国土交通大臣賞になったため、この賞の地位は曖昧になった。
- 土浦全国花火競技大会（茨城県土浦市）

1961年（昭和36年）よりスターマイン部門の優勝者に授与。
- 全国花火競技大会（秋田県大仙市）

1963年（昭和38年）より創造花火部門の優勝者に授与。

##### 過去
- 技術振興全国花火競技大会（秋田県能代市）

1969年（昭和44年）より1979年（昭和54年）まで授与。
- 全国デザイン花火競技大会（山形県鶴岡市）

1992年（平成4年）より2009年（平成21年）まで授与。
- 全国新作花火競技大会（長野県諏訪市）

2004年（平成16年）より2019年（令和元年）まで授与。

#### 文部科学大臣賞（旧：科学技術庁長官賞→文部科学大臣奨励賞）
- 全国花火競技大会（秋田県大仙市）

1996年（平成8年）より10号玉部門の自由玉の部（2012年（平成24年）までは「自由玉」）の優勝者に授与。
- ふくろい遠州の花火（静岡県袋井市）

1997年（平成9年）より8号玉2発とスターマインの部の優勝者に、1998年（平成10年）より創作逸品花火の部の優勝者にそれぞれ授与。

#### 国土交通大臣賞
- 伊勢神宮奉納全国花火大会（三重県伊勢市）

2011年（平成23年）よりスターマインの部の優勝者に授与。